# Escuela Preparatoria North Hollywood
La Escuela Preparatoria North Hollywood (North Hollywood High School o NHHS) es una escuela preparatoria (high school) charter en Valley Village, Los Ángeles, California en la Valle de San Fernando, cerca de North Hollywood. La escuela es una escuela del Distrito Escolar Unificado de Los Ángeles (LAUSD por sus siglas en inglés).
Tiene el Highly Gifted Magnet (HGM; programa magnet para estudiantes altamente dotados). Los estudiantes deben tener un coeficiente intelectual de 145 o superior. Muchos estudiantes del programa toman muchos exámenes Advanced Placement (AP). El programa, que se abrió en 1989, tenía 244 estudiantes en 1999. La preparatoria también tiene un programa magnet zoológico.

## Historia
Se abrió en 1927 como Lankershim High School.
A pesar de que los padres y estudiantes protestaron contra un plan para que la escuela funciona durante todo el año, en 2000 las operaciones de todo el año se comenzaron. En 2006 una nueva escuela, la Escuela Preparatoria East Valley, se abrió, aliviando NHHS. En 2007 NHHS dejó de operar durante todo el año.[cita requerida]

## Alumnos destacados
- John Williams, pianista y reconocido compositor de música de películas.[9]
- Eduardo Punset, jurista, escritor, economista, político y divulgador científico español.